# André Luiz Tavares
André Luiz Tavares (Campinas, Brasil, 30 de julio de 1983) es un futbolista brasilero. Juega de volante y su actual equipo es el Botafogo FR de la Brasileirao de Brasil.

## Selección nacional
Ha sido internacional con la Selección de fútbol de Brasil Sub-23.

### Participaciones en Copas del Mundo
| Mundial                                | Sede                   | Resultado |
| -------------------------------------- | ---------------------- | --------- |
| Copa Mundial de Fútbol Sub-17 de 1999  | Nueva Zelanda          | Campeón   |
| Copa Mundial de Fútbol Juvenil de 2003 | Emiratos Árabes Unidos | Campeón   |

## Clubes
| Club             | País          | Año       |
| ---------------- | ------------- | --------- |
| CR Flamengo      | Brasil        | 2001-2004 |
| Pohang Steelers  | Corea del Sur | 2004-2007 |
| SC Internacional | Brasil        | 2008-     |

## Palmarés

### Campeonatos Regionales
| Título             | Club             | País   | Año  |
| ------------------ | ---------------- | ------ | ---- |
| Taça Guanabara     | CR Flamengo      | Brasil | 2001 |
| Campeonato Carioca | CR Flamengo      | Brasil | 2001 |
| Taça Guanabara     | CR Flamengo      | Brasil | 2004 |
| Campeonato Carioca | CR Flamengo      | Brasil | 2004 |
| Campeonato Gaúcho  | SC Internacional | Brasil | 2008 |
| Campeonato Gaúcho  | SC Internacional | Brasil | 2009 |
| Campeonato Carioca | Vasco da Gama    | Brasil | 2015 |
| Taça Guanabara     | Vasco da Gama    | Brasil | 2016 |
| Campeonato Carioca | Vasco da Gama    | Brasil | 2016 |
| Taça Rio           | Vasco da Gama    | Brasil | 2017 |

### Campeonatos nacionales
| Título   | Club            | País          | Año  |
| -------- | --------------- | ------------- | ---- |
| K-League | Pohang Steelers | Corea del Sur | 2007 |

### Copas internacionales
| Título                         | Club                          | País                   | Año  |
| ------------------------------ | ----------------------------- | ---------------------- | ---- |
| Copa Mundial de Fútbol Sub-17  | Selección de fútbol de Brasil | Nueva Zelanda          | 1999 |
| Campeonato Sudamericano Sub-20 | Selección de fútbol de Brasil | Ecuador                | 2001 |
| Copa Mundial de Fútbol Juvenil | Selección de fútbol de Brasil | Emiratos Árabes Unidos | 2003 |
| Copa Sudamericana              | SC Internacional              | Brasil                 | 2008 |
| Copa Suruga Bank               | SC Internacional              | Japón                  | 2009 |
| Copa Libertadores              | SC Internacional              | Brasil                 | 2010 |